# Görög férfi vízilabda-bajnokság (első osztály)
A görög férfi vízilabda-bajnokság (görögül: Πρωτάθλημα Ελλάδας υδατοσφαίρισης ανδρών, latin átírásban: Protáthlima Eládasz idatoszfériszisz andrón) a Görög Úszó-szövetség által szervezett vízilabda-versenysorozat, mely 1923 óta évente kerül megrendezésre. 1969-ben holtverseny volt az első helyen.
A bajnokságban tizenhat csapat vesz részt. Jelenlegi címvédő az Olimbiakósz SZFP.

## Az eddigi bajnokságok
| Év   | Első                                        | Második                 | Harmadik                                  |
| ---- | ------------------------------------------- | ----------------------- | ----------------------------------------- |
| 1923 | Piraikósz Színdezmosz                       | Pélopsz Melandíasz      | NO Paleú Falíru                           |
| 1924 | —                                           |                         |                                           |
| 1925 | —                                           |                         |                                           |
| 1926 | Ethnikósz Pireósz                           | NO Kasztélasz           | Iraklísz Theszaloníkisz                   |
| 1927 | Olimbiakósz SZFP                            | Ethnikósz Pireósz       | Pélopsz Melandíasz                        |
| 1928 | Árisz Theszaloníkisz                        | Olimbiakósz SZFP        | Ethnikósz Pireósz                         |
| 1929 | Árisz Theszaloníkisz (2)                    | Ethnikósz Pireósz (2)   | Olimbiakósz SZFP                          |
| 1930 | Árisz Theszaloníkisz (3)                    | Olimbiakósz SZFP (2)    | Panelíniosz Athinón                       |
| 1931 | Ethnikósz Pireósz (2)                       | Árisz Theszaloníkisz    | NO Patrón                                 |
| 1932 | Árisz Theszaloníkisz (4)                    | NO Mitilínisz           | Olimbiakósz SZFP (2)                      |
| 1933 | Olimbiakósz SZFP (2)                        | Ethnikósz Pireósz (3)   | NO Patrón (2)                             |
| 1934 | Olimbiakósz SZFP (3)                        | Ethnikósz Pireósz (4)   | Iraklísz Theszaloníkisz (2)               |
| 1935 | NO Patrón                                   | Iraklísz Theszaloníkisz | NO Mitilínisz                             |
| 1936 | Olimbiakósz SZFP (4)                        | KO Pireá                | NO Patrón (3)                             |
| 1937 | NO Patrón (2)                               | Ethnikósz Pireósz (5)   | Olimbiakósz SZFP (3)                      |
| 1938 | NO Patrón (3)                               | Olimbiakósz SZFP (3)    | Ethnikósz Pireósz (2)                     |
| 1939 | NO Patrón (4)                               | Olimbiakósz SZFP (4)    | Árisz Theszaloníkisz                      |
| 1940 | NO Patrón (5)                               | Olimbiakósz SZFP (5)    | KO Pireá                                  |
| 1941 | —                                           |                         |                                           |
| 1942 | —                                           |                         |                                           |
| 1943 | —                                           |                         |                                           |
| 1944 | —                                           |                         |                                           |
| 1945 | NO Patrón (6)                               | Olimbiakósz SZFP (6)    | AO Paleú Falíru (2) Ethnikósz Pireósz (3) |
| 1946 | NO Patrón (7)                               | Olimbiakósz SZFP (7)    | Ethnikósz Pireósz (4)                     |
| 1947 | Olimbiakósz SZFP (5)                        | NO Patrón               | AO Paleú Falíru (3) NO Mitilínisz (2)     |
| 1948 | Ethnikósz Pireósz (3)                       | NO Mitilínisz (2)       | Olimbiakósz SZFP (4)                      |
| 1949 | Olimbiakósz SZFP (6)                        | Ethnikósz Pireósz (6)   | NO Patrón (4)                             |
| 1950 | NO Patrón (8)                               | Olimbiakósz SZFP (8)    | Ethnikósz Pireósz (5)                     |
| 1951 | Olimbiakósz SZFP (7)                        | NO Patrón (2)           | Ethnikósz Pireósz (6)                     |
| 1952 | Olimbiakósz SZFP (8)                        | Ethnikósz Pireósz (7)   | NO Patrón (5)                             |
| 1953 | Ethnikósz Pireósz (4)                       | Olimbiakósz SZFP (9)    | Ahiléasz Pátrasz                          |
| 1954 | Ethnikósz Pireósz (5)                       | NO Patrón (3)           | AO Paleú Falíru (5)                       |
| 1955 | Ethnikósz Pireósz (6)                       | NO Patrón (4)           | Olimbiakósz SZFP (5)                      |
| 1956 | Ethnikósz Pireósz (7)                       | NO Patrón (5)           | Olimbiakósz SZFP (6)                      |
| 1957 | Ethnikósz Pireósz (8)                       | AO Paleú Falíru         | Olimbiakósz SZFP (7)                      |
| 1958 | Ethnikósz Pireósz (9)                       | NO Patrón (6)           | Olimbiakósz SZFP (8)                      |
| 1959 | Ethnikósz Pireósz (10)                      | Olimbiakósz SZFP (10)   | NO Patrón (6)                             |
| 1960 | Ethnikósz Pireósz (11)                      | Olimbiakósz SZFP (11)   | NO Patrón (7)                             |
| 1961 | Ethnikósz Pireósz (12)                      | NO Patrón (7)           | Olimbiakósz SZFP (9)                      |
| 1962 | Ethnikósz Pireósz (13)                      | NO Patrón (8)           | Olimbiakósz SZFP (10)                     |
| 1963 | Ethnikósz Pireósz (14)                      | Olimbiakósz SZFP (12)   | NO Patrón (8)                             |
| 1964 | Ethnikósz Pireósz (15)                      | Olimbiakósz SZFP (13)   | NO Patrón (9)                             |
| 1965 | Ethnikósz Pireósz (16)                      | Olimbiakósz SZFP (14)   | NO Patrón (10)                            |
| 1966 | Ethnikósz Pireósz (17)                      | Olimbiakósz SZFP (15)   | Panathinaikósz AO                         |
| 1967 | Ethnikósz Pireósz (18)                      | Olimbiakósz SZFP (16)   | Panathinaikósz AO (2)                     |
| 1968 | Ethnikósz Pireósz (19)                      | Olimbiakósz SZFP (17)   | NO Patrón (11)                            |
| 1969 | Olimbiakósz SZFP (9) Ethnikósz Pireósz (20) |                         | Panathinaikósz AO (3)                     |
| 1970 | Ethnikósz Pireósz (21)                      | Olimbiakósz SZFP (18)   | AO Paleú Falíru (7)                       |
| 1971 | Olimbiakósz SZFP (10)                       | Ethnikósz Pireósz (8)   | AO Paleú Falíru (8)                       |
| 1972 | Ethnikósz Pireósz (22)                      | Olimbiakósz SZFP (19)   | Panathinaikósz AO (4)                     |
| 1973 | Ethnikósz Pireósz (23)                      | Olimbiakósz SZFP (20)   | Panathinaikósz AO (5)                     |
| 1974 | Ethnikósz Pireósz (24)                      | Olimbiakósz SZFP (21)   | Panathinaikósz AO (6)                     |
| 1975 | Ethnikósz Pireósz (25)                      | Olimbiakósz SZFP (22)   | AO Paleú Falíru (9)                       |
| 1976 | Ethnikósz Pireósz (26)                      | Olimbiakósz SZFP (23)   | AO Paleú Falíru (10)                      |
| 1977 | Ethnikósz Pireósz (27)                      | Olimbiakósz SZFP (24)   | NO Vólu                                   |
| 1978 | Ethnikósz Pireósz (28)                      | Olimbiakósz SZFP (25)   | ANO Glifádasz                             |
| 1979 | Ethnikósz Pireósz (29)                      | Olimbiakósz SZFP (26)   | ANO Glifádasz (2)                         |
| 1980 | Ethnikósz Pireósz (30)                      | ANO Glifádasz           | Olimbiakósz SZFP (11)                     |
| 1981 | Ethnikósz Pireósz (31)                      | ANO Glifádasz (2)       | Olimbiakósz SZFP (12)                     |
| 1982 | Ethnikósz Pireósz (32)                      | ANO Glifádasz (3)       | Olimbiakósz SZFP (13)                     |
| 1983 | Ethnikósz Pireósz (33)                      | ANO Glifádasz (4)       | Olimbiakósz SZFP (14)                     |
| 1984 | Ethnikósz Pireósz (34)                      | ANO Glifádasz (5)       | Olimbiakósz SZFP (15)                     |
| 1985 | Ethnikósz Pireósz (35)                      | ANO Glifádasz (6)       | Árisz Theszaloníkisz (3)                  |
| 1986 | ANO Glifádasz                               | Ethnikósz Pireósz (9)   | NO Vuliagménisz                           |
| 1987 | ANO Glifádasz (2)                           | Ethnikósz Pireósz (10)  | NO Vuliagménisz (2)                       |
| 1988 | Ethnikósz Pireósz (36)                      | ANO Glifádasz (7)       | NO Híu                                    |
| 1989 | ANO Glifádasz (3)                           | Ethnikósz Pireósz (11)  | Olimbiakósz SZFP (16)                     |
| 1990 | ANO Glifádasz (4)                           | NO Vuliagménisz         | Ethnikósz Pireósz (7)                     |
| 1991 | NO Vuliagménisz                             | ANO Glifádasz (8)       | Olimbiakósz SZFP (17)                     |
| 1992 | Olimbiakósz SZFP (11)                       | Ethnikósz Pireósz (12)  | NO Vuliagménisz (3)                       |
| 1993 | Olimbiakósz SZFP (12)                       | NO Vuliagménisz (2)     | Ethnikósz Pireósz (8)                     |
| 1994 | Ethnikósz Pireósz (37)                      | Olimbiakósz SZFP (27)   | NO Vuliagménisz (4)                       |
| 1995 | Olimbiakósz SZFP (13)                       | Ethnikósz Pireósz (13)  | ANO Glifádasz (3)                         |
| 1996 | Olimbiakósz SZFP (14)                       | NO Vuliagménisz (3)     | NO Patrón (12)                            |
| 1997 | NO Vuliagménisz (2)                         | NO Híu                  | Olimbiakósz SZFP (18)                     |
| 1998 | NO Vuliagménisz (3)                         | Olimbiakósz SZFP (28)   | NO Patrón (13)                            |
| 1999 | Olimbiakósz SZFP (15)                       | NO Vuliagménisz (4)     | NO Haníon                                 |
| 2000 | Olimbiakósz SZFP (16)                       | NO Vuliagménisz (5)     | NO Haníon (2)                             |
| 2001 | Olimbiakósz SZFP (17)                       | NO Vuliagménisz (6)     | Ethnikósz Pireósz (9)                     |
| 2002 | Olimbiakósz SZFP (18)                       | NO Vuliagménisz (7)     | Ethnikósz Pireósz (10)                    |
| 2003 | Olimbiakósz SZFP (19)                       | NO Vuliagménisz (8)     | Ethnikósz Pireósz (11)                    |
| 2004 | Olimbiakósz SZFP (20)                       | NO Vuliagménisz (9)     | NO Patrón (14)                            |
| 2005 | Olimbiakósz SZFP (21)                       | Ethnikósz Pireósz (14)  | Panióniosz Athinón                        |
| 2006 | Ethnikósz Pireósz (38)                      | Olimbiakósz SZFP (29)   | Panióniosz Athinón (2)                    |
| 2007 | Olimbiakósz SZFP (22)                       | Ethnikósz Pireósz (15)  | NO Híu (2)                                |
| 2008 | Olimbiakósz SZFP (23)                       | Ethnikósz Pireósz (16)  | Panióniosz Athinón (3)                    |
| 2009 | Olimbiakósz SZFP (24)                       | Panióniosz Athinón      | NO Vuliagménisz (5)                       |
| 2010 | Olimbiakósz SZFP (25)                       | Panióniosz Athinón (2)  | NO Vuliagménisz (6)                       |
| 2011 | Olimbiakósz SZFP (26)                       | NO Vuliagménisz (10)    | Panathinaikósz AO (7)                     |
| 2012 | NO Vuliagménisz (4)                         | Olimbiakósz SZFP (30)   | NO Híu (3)                                |
| 2013 | Olimbiakósz SZFP (27)                       | NO Vuliagménisz (11)    | NO Híu (4)                                |
| 2014 | Olimbiakósz SZFP (28)                       | NO Vuliagménisz (12)    | Panathinaikósz AO (8)                     |
| 2015 | Olimbiakósz SZFP (29)                       | Panathinaikósz AO       | NO Vuliagménisz (7)                       |
| 2016 | Olimbiakósz SZFP (30)                       | NO Vuliagménisz (13)    | Panathinaikósz AO (9)                     |
| 2017 | Olimbiakósz SZFP (31)                       | NO Vuliagménisz (14)    | ANO Glifádasz (4)                         |
| 2018 | Olimbiakósz SZFP (32)                       | NO Vuliagménisz (15)    | NO Híu (5)                                |
| 2019 | Olimbiakósz SZFP (33)                       | NO Vuliagménisz (16)    | GSZ Apólon Zmírnisz                       |
| 2020 | Olimbiakósz SZFP (34)                       | NO Vuliagménisz (17)    | Idraikósz NO                              |
| 2021 | Olimbiakósz SZFP (35)                       | NO Vuliagménisz (18)    | GSZ Apólon Zmírnisz (2)                   |
| 2022 | Olimbiakósz SZFP (36)                       | NO Vuliagménisz (19)    | Panióniosz Athinón (4)                    |
| 2023 | Olimbiakósz SZFP (37)                       | NO Vuliagménisz (20)    | GSZ Apólon Zmírnisz (3)                   |
| 2024 | Olimbiakósz SZFP (38)                       | NO Vuliagménisz (21)    | PAOK Theszaloníkisz                       |
| 2025 | Olimbiakósz SZFP (39)                       | NO Vuliagménisz (22)    | Panathinaikósz AO (10)                    |

## Eddigi győztesek
| Klub                    | Győzelem | Döntős | Győztes idény |
| ----------------------- | -------- | ------ | --- |
| Olimbiakósz SZFP        | 39       | 30     | 1927, 1933, 1934, 1936, 1947, 1949, 1951, 1952, 1969*, 1971, 1992, 1993, 1995, 1996, 1999, 2000, 2001, 2002, 2003, 2004, 2005, 2007, 2008, 2009, 2010, 2011, 2013, 2014, 2015, 2016, 2017, 2018, 2019, 2020, 2021, 2022, 2023, 2024, 2025 |
| Ethnikósz Pireósz       | 38       | 16     | 1926, 1931, 1948, 1953, 1954, 1955, 1956, 1957, 1958, 1959, 1960, 1961, 1962, 1963, 1964, 1965, 1966, 1967, 1968, 1969*, 1970, 1972, 1973, 1974, 1975, 1976, 1977, 1978, 1979, 1980, 1981, 1982, 1983, 1984, 1985, 1988, 1994, 2006       |
| NO Patrón               | 8        | 8      | 1935, 1937, 1938, 1939, 1940, 1945, 1946, 1950 |
| Árisz Theszaloníkisz    | 4        | 1      | 1928, 1929, 1930, 1932 |
| ANO Glifádasz           | 4        | 8      | 1986, 1987, 1989, 1990 |
| NO Vuliagménisz         | 4        | 22     | 1991,1997, 1998, 2012 |
| Piraikósz Színdezmosz   | 1        | —      | 1923 |
| NO Mitilínisz           | —        | 2      | |
| Panióniosz Athinón      | —        | 2      | |
| Pélopsz Melandíasz      | —        | 1      | |
| NO Kasztélasz           | —        | 1      | |
| Iraklísz Theszaloníkisz | —        | 1      | |
| KO Pireá                | —        | 1      | |
| AO Paleú Falíru         | —        | 1      | |
| NO Híu                  | —        | 1      | |
| Panathinaikósz AO       | —        | 1      | |

## Külső hivatkozások
- Görög Úszószövetség - Vízilabda koe.org.gr
- Görög bajnokság 2025-ig. www.sport24.gr